# Pierre Boulez
Pierre Boulez (ejtsd: Bulez; Montbrison, 1925. március 26. – Baden-Baden, 2016. január 5.) többszörös Grammy-díjas francia zeneszerző és karmester.

## Életpályája
Matematikai tanulmányok után 1942-ben Párizsba költözött. Két évvel később a Conservatoire-on Olivier Messiaen osztályába került. Itt zeneszerzést, analízist, René Leibowitz vezetésével dodekafon technikát tanult. 1946-ban a Renaud-Barrault színtársulat zenei vezetője lett, ekkor írta első műveit (Szonatina fuvolára és zongorára, 1. zongoraszonáta, Le visage nuptial énekhangra és kamaraegyüttesre).
A szeriális technikával való megismerkedése után számos, az 1950-es évek zeneszerzői gondolkodását alapvetően meghatározó művet írt (Structures I-II. két zongorára, Le Marteau sans maitre énekhangra és kamaraegyüttesre, Pli selon pli) Ezekben a művekben a szeriális gondolkodást a zene valamennyi összetevőjére kiterjesztette. Később a véletlen alkalmazása foglalkoztatta, e tárgyban írt Alea című cikke nyomán terjedt el az aleatória kifejezés. Az IRCAM (Akusztikai/zenei kutatások intézete) megalapításával (1974) a ma használatos valamennyi zenei technológia (elektroakusztika, informatika, akusztikai kutatások, hangszerépítés) integrációjára törekedett. Répons című műve a számítógépek, a valós idejű hangátalakítások hangversenytermi használatának egyik legkorábbi példája.
1953-tól 1967-ig a Domaine Musical nevű párizsi kortárs zenei hangversenysorozat vezetője volt. 1966-ban vezényelt először Bayreuthban, itt számos nagy sikerű produkció fűződik a nevéhez (többek között a Ring Patrice Chéreau rendezte jubileumi előadása). 1969-ben vezényelte először a New York-i Filharmonikusokat, a zenekarnak 1971 és 1977 között a vezető karmestere volt.
1977-ben a Pompidou központ mellett működő IRCAM vezetőjévé nevezték ki. Ezt a posztot 1992-ig töltötte be. Ez az intézmény a zenei kutatások mellett az ugyancsak Boulez vezette Ensemble Intercontemporaine (EIC) révén a kortárs zene bemutatásának egyik legfontosabb fóruma. A 20. század zeneirodalmának legfontosabb művei mellett Mahler, Bruckner és Wagner műveinek is kiemelkedő tolmácsolója volt. Irányítása alatt jelent meg Anton Webern összes műveinek hanglemezfelvétele.

## Fontosabb művei
- Szonatina fuvolára és zongorára (1946)
- 1. zongoraszonáta, (1946)
- Le visage nuptial, S,A, kamarazkr. (1946)
- 2. zongoraszonáta, (1948)
- Le soleil des eaux, S,T,B, zkr (1948)
- Le marteau sans maître, A, 6 hangszer (1952-54)
- 3. zongoraszonáta, (5 változatban) (1955-57)
- Pli selon pli – Portrait de Mallarmé: S, zkr, részei: Don, Improvisations sur Mallarmé I-II-III, Tombeau (1957-62)
- Éclat – kamaraegyüttesre (később átdolgozva és kiegészítve: Éclat/Multiple (1968-71)
- Rituel in memoriam Maderna – 8 csoportra osztott zenekarra (1975)
- Répons, 6 szólistára, elektronikára (1981-1988)
- Dialogue de l'ombre double klarinétra, hangszalagra és térbeli mozgatásra szolgáló berendezésekre (1985)
- ...explosante-fixe... fuvolára, együttesre és számítógépre (1991-1995)
- Sur incises 3 zongorára, 3 hárfára, 3 marimbára (1996-98)

## Írásai
- Penser la musique aujourd'hui, 1963
- Relevés d'apprenti, Le Seuil, Collection « Tel Quel », 1966
- Points de repère, Édition du Seuil, 1981, ISBN 2-267-00276-0